# Ilattia apicalis
Ilattia apicalis är en fjärilsart som beskrevs av Moore 1882. Ilattia apicalis ingår i släktet Ilattia och familjen nattflyn. Inga underarter finns listade i Catalogue of Life.